# زوئه جنی

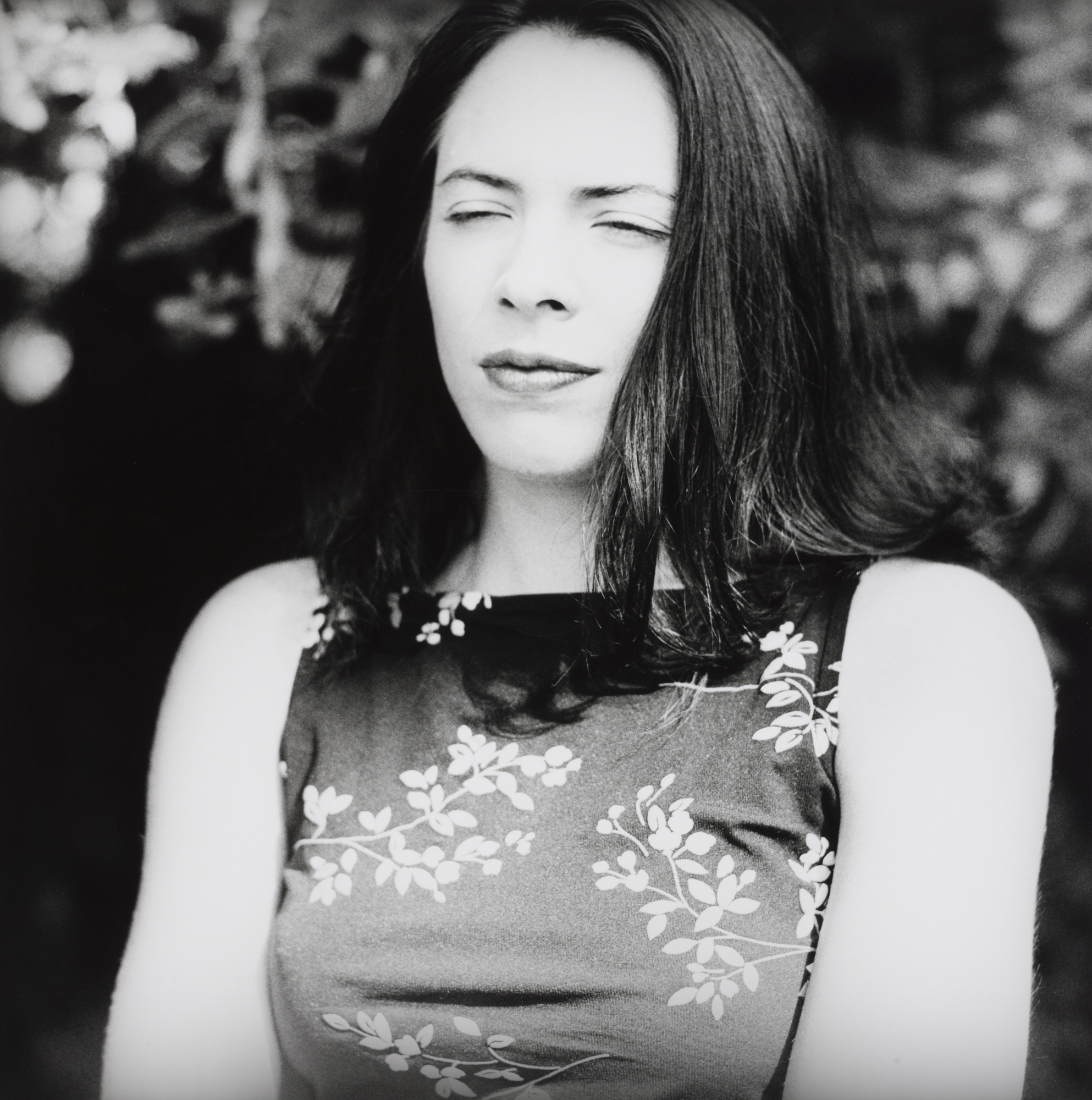
زوئه جنی در طول اقامت در ویلا والدبرتا (۲۰۰۲)

زوئه جنی (متولد ۱۶. مارس ۱۹۷۴ در بازل) نویسنده سوئیسی است.

## زندگی
زوئه جنی در سال ۱۹۷۴ به عنوان دختر ناشر ماتیاس جنی و نقاش راحل نول در بازل چشم به جهان گشود. وقتی سه ساله بود والدینش از یکدیگر جدا شدند. جنی و برادرش کاسپار جنی، که اکنون شاعر و نقاش است، با پدرشان در بازل، یونان و کارونا در کانتون تیچینو رشد کردند. از سال ۱۹۸۲ تا ۱۹۸۴ او در مدرسه اصلاحی-آموزشی Freie Volksschule Basel شرکت کرد و نوشتن را از زمانی که هنوز در مدرسه بود شروع کرد و از سال ۱۹۹۳ داستان‌های کوتاه، روایت‌ها و مقالات مختلفی را در مجلات ادبی کشورهای آلمانی‌زبان منتشر کرد. در سال ۱۹۹۴ جنی از Diplommittelschule در بازل فارغ‌التحصیل شد.
در سال ۱۹۹۷، اولین رمان جنی به نام Das Budenstaubzimmer منتشر شد که پرفروش شد و به ۲۷ زبان ترجمه شد. او تورهای سخنرانی گسترده‌ای را در ایالات متحده، چین و ژاپن حضور یافت. گاهی اوقات او در نیویورک و برلین زندگی می‌کرد. در سال ۱۹۹۹ رمان The Call of the Conch منتشر شد. کتاب کودکان Mittelpünktchens Reise um die Welt در سال ۲۰۰۰ دنبال شد. در همان سال رمان A Fast Life، اقتباسی مدرن از موضوع رومئو و ژولیت بود، منتشر شد. در سال ۲۰۰۲ زوئه جنی داور جشنواره بین‌المللی فیلم لوکارنو بود. او ستون نویس دی‌زایت، فاینَنشال تایمز و Schweizer Illustrierte بوده‌است.
در سال ۲۰۰۴ جنی به لندن نقل مکان کرد. رمان هنرمند او پرتره در سال ۲۰۰۷ منتشر شد. او در سال ۲۰۰۸ با متیو همفری بریتانیایی ازدواج کرد، در ژانویه ۲۰۱۰ دختر آنها به دنیا آمد. پس از آن در سال ۲۰۱۰ رمان انگلیسی زبان آسمان در حال تغییر است. در سال ۲۰۱۳ جلد داستان حداکثر فردا منتشر شد. جنی پس از اینکه ازدواجش در سال ۲۰۱۲ به طلاق انجامید، در سال ۲۰۱۳ به زوریخ نقل مکان کرد. در ژانویه ۲۰۱۵ به وین نقل مکان کرد.
همچنین به دلیل تجربیات دوران کودکی خود، در سال ۲۰۱۳ در مقاله ای که در روزنامه دی ولت منتشر شد، از آموزش اصلاحات و صحنه جایگزین دهه ۱۹۸۰ انتقاد کرد. او با اشاره به بحث پدوفیلیای حزب سبز، از عدم تمایل به اطلاع از (آنطور که خودش آنها را) "خیرخواهان" می‌نامد انتقاد کرد: "در جوامع چپ-سبز دهه ۱۹۷۰ و ۱۹۸۰، کودکان به شدت خطرناک زندگی می‌کردند. مهمتر از همه، بزرگسالانی که در یک آزادی‌خواهی نادرست، از همه مرزها فراتر رفتند، احساس آزادی کردند.
جنی سفیر سازمان کودکان و جوانان سوئیس Pro Juventute بود.

## هدیه‌ها
- ۱۹۹۷: جایزه ادبیات جنبه‌ها، برای اتاق گرده
- ۱۹۹۷: کمک مالی 3Sat از جایزه Ingeborg Bachmann
- ۱۹۹۷: جایزه ادبیات بنیاد یورگن پونتو برای اتاق گرده
- ۲۰۰۲: جایزه ادبی مخاطبان مرکزی سوئیس، برای داستان کوتاه Auf der Heimfahrt

## کارها
- اتاق گرده. رمان. FVA، فرانکفورت آم ماین ۱۹۹۷، ISBN 3-627-00052-8.
  - شومیز: btb, Munich 1999, ISBN 3-442-72383-3.
  - به عنوان کتاب صوتی: نسخه خلاصه شده توسط الکساندرا هنکل. ۲ MC. Tandem, Koenigswinter 1998.
- ندای حلزون. رمان. FVA، فرانکفورت آم ماین، ۲۰۰۰، ISBN 3-627-00073-0.
  - شومیز: btb, Munich 2002, ISBN 3-442-72692-1.
- سفر Mittelpünktchen به دور جهان، به تصویر کشیده شده توسط Bernd Pfarr. Hanser, Munich 2001, ISBN 3-446-20006-1.
  - شومیز: dtv, Munich 2002, ISBN 3-423-62121-4.
- یک زندگی سریع رمان. Structure, Berlin 2002, ISBN 3-351-02951-9.
  - با جلد شومیز: Aufbau, Berlin 2003, ISBN 3-7466-2059-7.
  - به عنوان یک کتاب صوتی: خواندن با ساشا آیکس. تولید: Südwestrundfunk. 3 سی دی. DAV، برلین ۲۰۰۲.
- پرتره. رمان. FVA، فرانکفورت آم ماین ۲۰۰۷، ISBN 978-3-627-00142-1.
  - شومیز: btb, Munich 2009, ISBN 978-3-442-73905-9.
- آسمان در حال تغییر است. رمان. Legend Press, 2010, ISBN 978-1-906558-17-8.
- راش قند. داستان کوتاه. Probsthayn (literature quickie 38), Hamburg 2011, ISBN 978-3-942212-38-0.
- حداکثر تا فردا داستان‌ها Frankfurter Verlagsanstalt, Frankfurt am Main 2013, ISBN 978-3-627-00197-1.
- ناتالی کی: داستان من در دهکده ای زیبا آغاز می‌شود: سوابق یک قاتل کودک. ناشر: Zoë Jenny. Salis Verlag، زوریخ ۲۰۱۷، ISBN 978-3-906195-60-5.
- ماه ناپدید شده رمان. FVA، فرانکفورت ۲۰۲۲، ISBN 978-3-627-00296-1.

## ادبیات
- Zoë Jenny im Munzinger-Archiv (Artikelanfang frei abrufbar)

## لینک‌های وب
- آثار منتشره دربارهٔ/توسط زوئه جنی در کاتالوگ هِـلویتیکت در کتابخانه ملی سوئیس
- آثار نوشته‌شده یا دربارهٔ زوئه جنی در برگه‌دان کتابخانهٔ ملی آلمان
- Eintrag über Zoë Jenny im Lexikon des Vereins Autorinnen und Autoren der Schweiz
- Kurzbiografie und Rezensionen zu Werken von Zoë Jenny bei perlentaucher.de
- بایگانی‌شده  در [تاریخ ناموجود] توسط zoejenny.com [خطا: نشانی ناشناختهٔ بایگانی] Archiv-Version
- Zoë Jenny. Biografie und Bibliografie auf Viceversa Literatur